# Tea Bag Index
Der Tea Bag Index (TBI) beschreibt ein international standardisiertes Verfahren zur Abschätzung der biologischen  Aktivität von Böden. Der TBI wurde entwickelt, um Daten zur Zersetzung von Streu weltweit einheitlich zu erheben. Betrachtet wird das Verhältnis von Zersetzungs- bzw. Abbauraten im Boden zu einem Stabilisierungsfaktor, der von den Umweltbedingungen beim Umbau von chemisch labilen in persistente Verbindungen abhängt.
Vereinfacht wird auch die Methode, mit der vergleichend die Ausgangsdaten zur Berechnung dieses Index bei der dreimonatigen Zersetzung von zwei unterschiedlich gut abbaubaren Teesorten im Boden ermittelt werden, Teebeutel-Methode bzw. Tea Bag Index-Methode genannt.

## Entwicklung der Teebeutel-Methode
Der Tea Bag Index wurde 2013 durch eine Arbeitsgruppe unter Führung des niederländischen Ökologen Joost Keuskamp entwickelt. Er baut auf der etablierten, bereits 1962 eingeführten „litter bag“-Methode auf, bei der Beutel mit Laubstreu präpariert und im Habitat exponiert werden. Diese verwendet meist standardisierte Laubstreu in Beuteln von 10 mal 10 Zentimeter mit einer Maschenweite von 1 Millimeter, es gibt aber je nach Fragestellung zahlreiche abweichende Varianten. Die Nutzung von Teebeuteln zeichnet sich demgegenüber durch den Vorteil der leichteren Anwendbarkeit und (bei Wahl einheitlicher Teesorten) Standardisierung aus. Der Legende nach stellten die Forscher bei einer Teepause fest, dass die Teebeutel aus dem gleichen Material gefertigt waren wie die Probenbeutel, die sie selber in großer Zahl verwendeten.
Aufgrund ihrer Einfachheit und des vergleichsweise geringen materiellen Aufwandes ist die Anwendung der Teebeutel-Methode auch durch Laien möglich, zum Beispiel im Rahmen von ökologischen Initiativen und Schulprojekten. Erforderlich sind lediglich geeignete Kunststoffnetz-Teebeutel (z. B. der Firma Lipton), ein Grabewerkzeug und eine präzise Feinwaage, die in Hundertstel- oder Tausendstel-Gramm-Schritten wiegen kann. Die Methode wird mittlerweile auch von Forschungsstellen wie der Bayerischen Landesanstalt für Weinbau und Gartenbau eingesetzt.
Im Kern wird dabei die Gewichtsveränderung von im Boden vergrabenen Teebeuteln benutzt, um daraus Aussagen über die biologische Bodenaktivität abzuleiten. Zu diesem Zweck werden handelsübliche unbenutzte Teebeutel von zwei Sorten (Grüntee und Rooibos-Tee) in 8 cm tiefen Löchern im Boden vergraben und nach 90 Tagen Liegezeit wieder geborgen. Blätter des Grünen Tees (aus Camellia sinensis) sind dabei leichter abbaubar als solche des Rooibos-Tees (Aspalathus linearis), so dass leicht bzw. schwer abbaubare Laubstreu untersucht und damit der Stabilisierungsfaktor für den Index ermittelt werden kann.
Nach einer Trocknungszeit von drei Tagen auf einer Heizung oder in der Sonne wird der verbliebene Inhalt des Teebeutels auf einer Präzisionswaage ausgewogen. Die Gewichtsveränderung gegenüber der Ausgangsgröße ist ein Maß für den biologischen Stoffumsatz organischen Materials in dem betrachteten Bodenareal.
Die Teebeutel-Methode wurde bis zum Jahr 2019 mehr als 2000-mal angewandt und in über 70 Fachpublikationen zitiert. Inzwischen liegen chemische Untersuchungen vor, die eine bessere Vergleichbarkeit der Resultate mit anderen Versuchen zum Streuabbau sicherstellen sollen. Eine Anpassung an tropische Habitate, in denen Termiten entscheidende Beiträge zum Streuabbau leisten, wurde entwickelt und vorgeschlagen.
Bereits 2015 und 2016 nutzten Citizen Scientists in Schweden und in Österreich den TBI zur Untersuchung der Bodenaktivität. 2021 finanzierte das deutsche Bundesforschungsministerium auch in Deutschland ein Citizen-Science-Projekt „Expedition Erdreich“ mit der Tea-Bag-Index-Methode. In diesem Projekt wird an bis zu 9000 Standorten unter Beteiligung vieler Schulen die Bodenfruchtbarkeit untersucht.